# Marcjan
Marcjan – imię męskie pochodzenia łacińskiego wywodzące się z cognomen Martianus (dla kobiet Martiana). Oznacza ono należący do Marsa, poświęcony Marsowi. Kościół katolicki notuje wielu świętych o tym imieniu.
Marcjan imieniny obchodzi 4 stycznia, 10 stycznia, 16 lutego, 20 kwietnia, 22 maja, 14 czerwca, 17 czerwca, 9 sierpnia, 26 października i 2 listopada.
Żeńskim odpowiednikiem jest Marcjana.
Znane osoby noszące imię Marcjan:
- Marcjan Kapella – starożytny uczony, prawnik i nauczyciel rzymski
- Marcjan (cesarz bizantyński)
- Marcjan Trofimiak – rzymskokatolicki biskup diecezji łuckiej
- Marcjan Tryzna
- Marcjan Dominik Wołłowicz – marszałek wielki litewski
- Marcjan Aleksander Ogiński – kniaź, kanclerz wielki litewski
- Markijan Szaszkewycz